# 传胪城堡城墙
26°45′05.64″N 120°03′08.95″E / 26.7515667°N 120.0524861°E
传胪城堡城墙，是一座位于中国福建省霞浦县长春镇传胪村的一处明代古城墙，1996年入选第四批福建省文物保护单位，是研究福宁卫所文化的重要实物。

## 历史沿革
建立于明朝嘉靖二十四年（1545年），1986年，列为霞浦县文物保护单位。1996年9月2日，列入第四批福建省文物保护单位。

## 建筑
城堡和城墙西临东吾洋，东面向山，通体呈正方形，周长640米，城内面积2009平方米，城堡已有部分残破的情况，原有西、南、北三城门，南城门于1988年重修，西城门于2003年由村民拆建为圆形城门，城顶植有200多株岩柴。